# ناحیه کومو
ناحیه کومو (به لاتین: Comoé District) یک منطقهٔ مسکونی در ساحل عاج است که در ساحل عاج واقع شده‌است. ناحیه کومو ۱۴٬۱۷۳ کیلومتر مربع مساحت و ۱٬۲۰۳٬۰۵۲ نفر جمعیت دارد.